# Micropterix lakoniensis
Micropterix lakoniensis là một loài bướm đêm thuộc họ Micropterigidae. Nó được Heath miêu tả năm 1985. Nó được tìm thấy ở Hy Lạp.